# Ramón de Solano Polanco
Ramón de Solano y Polanco (1871-1946) fue un escritor español.

## Biografía
Nació en 1871. Natural de Santander, era abogado y publicó numerosos cuentos y poesías en revistas, sobre todo en Los Contemporáneos, en palabras de Cejador y Frauca «según la manera castiza en pensamientos, estilo y lenguaje, de verdadera inspiración poética e intachable hechura». Fue autor de dos novelas, premiadas ambas: La tonta (1904) y Amor de pobre (1907). La segunda era para Cejador «una de las mejores que en castellano se han escrito, por lo profundo del pensamiento, por lo bien tramada, por la pintura de caracteres y, sobre todo, por la intensa afección y el decisivo convencimiento, que lleva al alma, de la farsa social. Verdadero Quijote en pequeño. Pintura real, viva y en estilo y lenguaje llano, natural, sin la menor afectación». También fue autor de la comedia Las domadoras (1910), Vía-Crucis, en verso, y otras poesías en periódicos, además de Romancero de Cervantes (premiado, 1916). Falleció en 1946.